# Park Hyeon-wook
Pour les articles homonymes, voir Park.
Park Hyeon-wook (ou Bak Hyeon-uk, en hangeul : 박현욱) est un écrivain sud-coréen né à Séoul en 1967.

## Biographie
Park Hyeon-wook est né à Séoul en 1967. Il obtient une licence en sociologie à l'université Yonsei. Il quitte son travail d'employé un peu avant la quarantaine pour se consacrer à une carrière d'écrivain. Il fait ses débuts littéraires en 2001 avec Un monde sans empathie (Dongjeong eomneun sesang).
Il reçoit en 2001 le prix Munhakdongne du nouvel écrivain pour ce roman. En 2006 il reçoit le prix de Segye Munhak pour son roman Ma femme s'est mariée (Anaega gyeolhongaetda).

## Œuvre
Les récits de Park Hyeon-wook tournent principalement autour de la thématique de la sexualité et du rapport homme-femme. On retrouve ce sujet dans le roman qui l'a fait connaître, Un monde sans empathie (Dongjeong eomneun sesang). Il met en scène dans ce roman deux adolescents d'une quinzaine d'années ; la jeune fille qui voit cette première relation comme un chemin vers l'âge adulte attend beaucoup de cette histoire, alors que le jeune garçon n'a pour unique but que de coucher avec la fille pour être considéré comme un adulte auprès de son entourage. L'auteur se focalise sur l'évolution du jeune garçon, sans porter de jugement critique sur sa situation.
Son roman L'oiseau (Saeneun) évoque le contexte social des années 1980 avec la fougue des jeunes coréens avides d'ascension sociale dont l'auteur dessine le profil à travers la concurrence féroce de l'entrée à l'université.
Dans son récit Ma femme s'est mariée (Anaega gyeolhongaetda), il met en scène un couple où l'homme se voit contraint d'accepter la bigamie de sa femme qui réclame de se marier avec un autre homme. Bak dévoile à nouveau dans ce roman sa volonté de surprendre et de briser les conventions de la société sur le mariage ou la sexualité.